# Maximilian C. Jehuda Ewert
Maximilian C. Jehuda Ewert (Soltau, 22 de julio de 1974) es un compositor alemán.

## Biografía
Ya durante la infancia atrajo la atención del público y empezó sus estudios de composición y de violín en el conservatorio Leopold Mozart de Augsburgo con John van Buren. Paralelamente, estudió violín en la universidad de Artes de Berlín con Uwe Haiberg. Antes incluso de obtener su primer título, fue galardonado en el concurso internacional Johannes Brahms en 1999. Durante sus estudios, viajó como solista del Conjunto für neue Musik Würzburg por Europa, Israel, Estados Unidos y Argentina.
Tras su título en formación superior en composición y su Meisterklassendiplom  y Musiklehrer en violín, trabajó primero como duetista en la orquesta de cámara de San Petersburgo. Cuando Ewert recibió una beca del gobierno alemán para realizar una estancia en la ciudad internacional de las artes de París, realizó diversos conciertos, entre ellos uno en el Instituto Goethe de París.
En 2002, empezó a trabajar en la orquesta del Teatro Nacional de la Opéra-Comique de París donde llegó a ocupar el puesto de solista. Un accidente cerebrovascular en 2004, que le paralizó el lado derecho, le hizo replantearse la vida y dejó todas sus actividades como violinista. 
Dos años después, ganó el premio del concurso internacional de composición de Oslo y participó en festivales como el Adevangarde Festival de Múnich y fue invitado por numerosas universidades como la universidad de Artes de Berlín. En 2007, asistió a los cursos del profesor y compositor José Manuel López López y volvió a ver sus profesores Winbeck y Van Buren así como a Walter Zimmermann. Además, se presentó al festival Kasseler Musiktage en Cassel y y al festival vanguardista de Múnich.